# Anatoliy Pouchniakov
Anatoliy Savvatiïovytch Pouchniakov (en ukrainien : Анатолій Савватійович Пушняков, né le 3 mars 1954, mort le 17 novembre 2021) est un général ukrainien qui occupait le poste de commandant de l'armée de terre d'Ukraine.

## Carrière
Il fut le commandant du détachement ukrainien de maintien de la paix après l'invasion de l'Irak par les États-Unis en 2003, commandant du 32e Corps d'armée et de 2007 à 2009 commandant de l'Armée de terre ukrainienne.

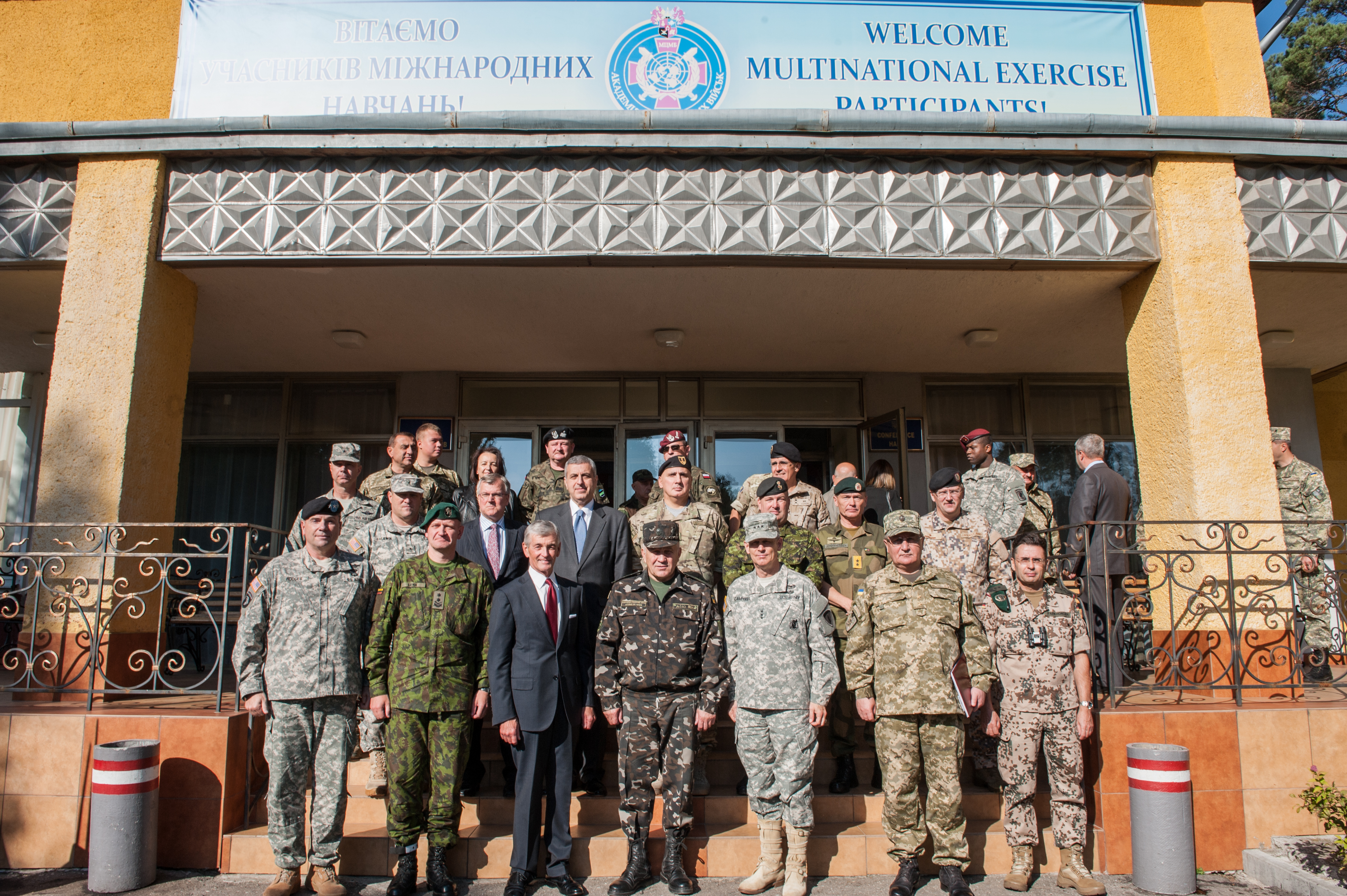
Lors de Rapid trident avec Frederick Hodges, David Baldwin, Almantas Leika, John McHugh, Donald Campbell Jr, Odin Johannessen, en 2014.
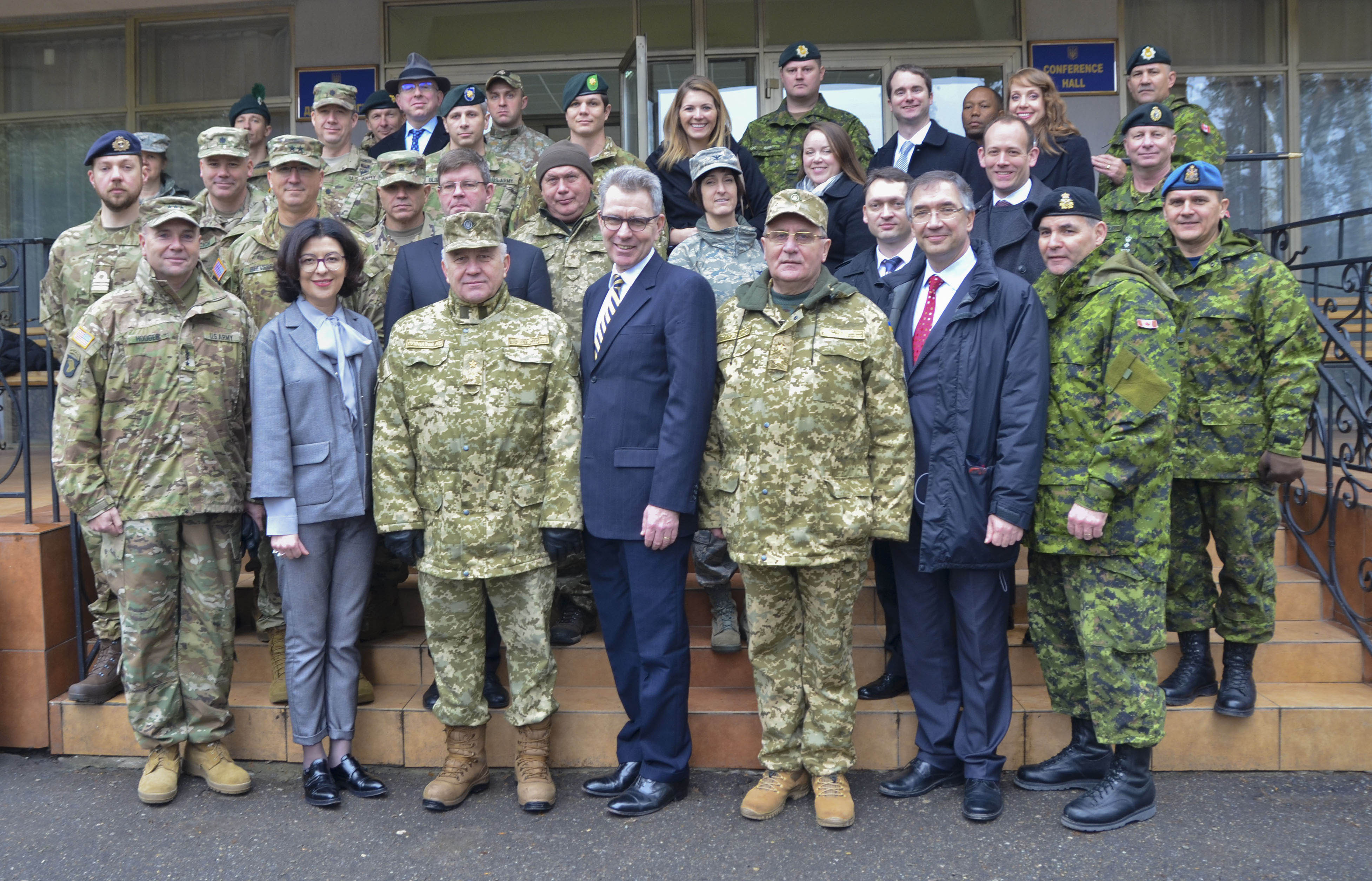
Et Fearless guardian avec Hodges, Matthew Beevers, Oksana Syroiid, Marius Janukonis, Geoffrey Pyatt, Pavlo Tkachouk, Roman Waschuk, en 2015.